# Anche gli eroi piangono
Anche gli eroi piangono (The Proud and the Profane) è un film del 1956 diretto da George Seaton.

## Trama
Durante la Seconda guerra mondiale, Lee Ashley, una crocerossina di stanza nell'esercito americano, arriva nella Nuova Caledonia. Lee spera di essere mandata a Guadalcanal, dove è morto suo marito, per poter incontrare qualcuno che lo abbia conosciuto e le possa raccontare i suoi ultimi giorni di vita. In Caledonia conosce il colonnello Colin Black, un uomo spietato e senza cuore, che finge di aver conosciuto il marito di Lee per avvicinarsi a lei per sedurla, ma poi capisce i suoi errori, se ne innamora e la sposa.